# 三周ヶ岳
三周ヶ岳（さんしゅうがたけ）は、岐阜県揖斐郡揖斐川町門入の越美山地西部の標高1,292 mの山である。

## 概要
山頂は越美山地の主稜線から派生する支尾根を北に約500 m入ったところにあり、この山頂には一等三角点（点名：三周岳）が設置されている。「ぎふ百山」のひとつに選定されている。
三周ヶ岳という山名の由来については「あたりを三周したいほど眺望のすぐれた山」、あるいは「美濃、越前、近江の三国を見渡せる山」などと諸説あり定かではないが、古くから「藪山三周」という愛称で関西、中京の山岳家から親しまれてきたという。山の南西の尾根上には雨乞伝説で有名な夜叉ヶ池があり、この伝説をもとにした泉鏡花の戯曲が映画化されたことから、多数の登山者が訪れるようになった。

## 登山
登山適期は6月から11月頃。10月末から11月初旬頃が紅葉の見頃。

### 岐阜県側からの登山ルート
積雪期などには坂内川上から池ノ又谷に沿って続く林道を登っていく。林道の終点の登山口には登山者用の駐車場がある。登山口からの登山道は池ノ又谷沿いを少し進むと尾根道となり、幽幻の滝を経て、岩壁を登ると夜叉ヶ池のすぐ南の稜線に到達する。ここから三周ヶ岳山頂まで福井・岐阜県境の上を行く尾根上に細い道があり、それを北の方へ進むのであるが、道中、両側からササが道を覆っている箇所もあり迷いやすいため、ルートを見失わないよう注意する必要がある。なお、歩行速度、体調などで個人差があるため、一概には言えないが池ノ又林道終点から夜叉ヶ池までは約90分で、夜叉ヶ池からは三周ヶ岳山頂まで約120分程度を見込むと良い。山頂からは奥美濃の山々は勿論の事、南西には琵琶湖や伊吹山を、北には白山や能郷白山をはじめとする両白山地の山並みを、東には遠く御嶽山や北アルプスの山々をも望むことができる。
- 池ノ又林道 - 林道終点の登山口 - 水場 - 幽幻の滝 - 夜叉ヶ池 - 夜叉壁ノ頭 - 三周ヶ岳[7][9]

### 福井県側からの登山ルート
夜叉ヶ池までは、福井県南条郡南越前町広野にある夜叉ヶ池登山口から日野川を遡っても行くルートもある。このルートも夜叉ヶ池へ至り、そこからは岐阜県側からと同じルートである。なお、コースタイムの目安は途中の夜叉ヶ池までの区間で、登山口から夜叉滝まで30分、そこから、シャクナゲ坂まで50分、さらに、夜叉ヶ池までが40分の、計120分である。
- 広野登山口 - 夜叉滝 - 大トチ - 夜叉ヶ池 - 夜叉壁ノ頭 - 三周ヶ岳[7]

## 地理

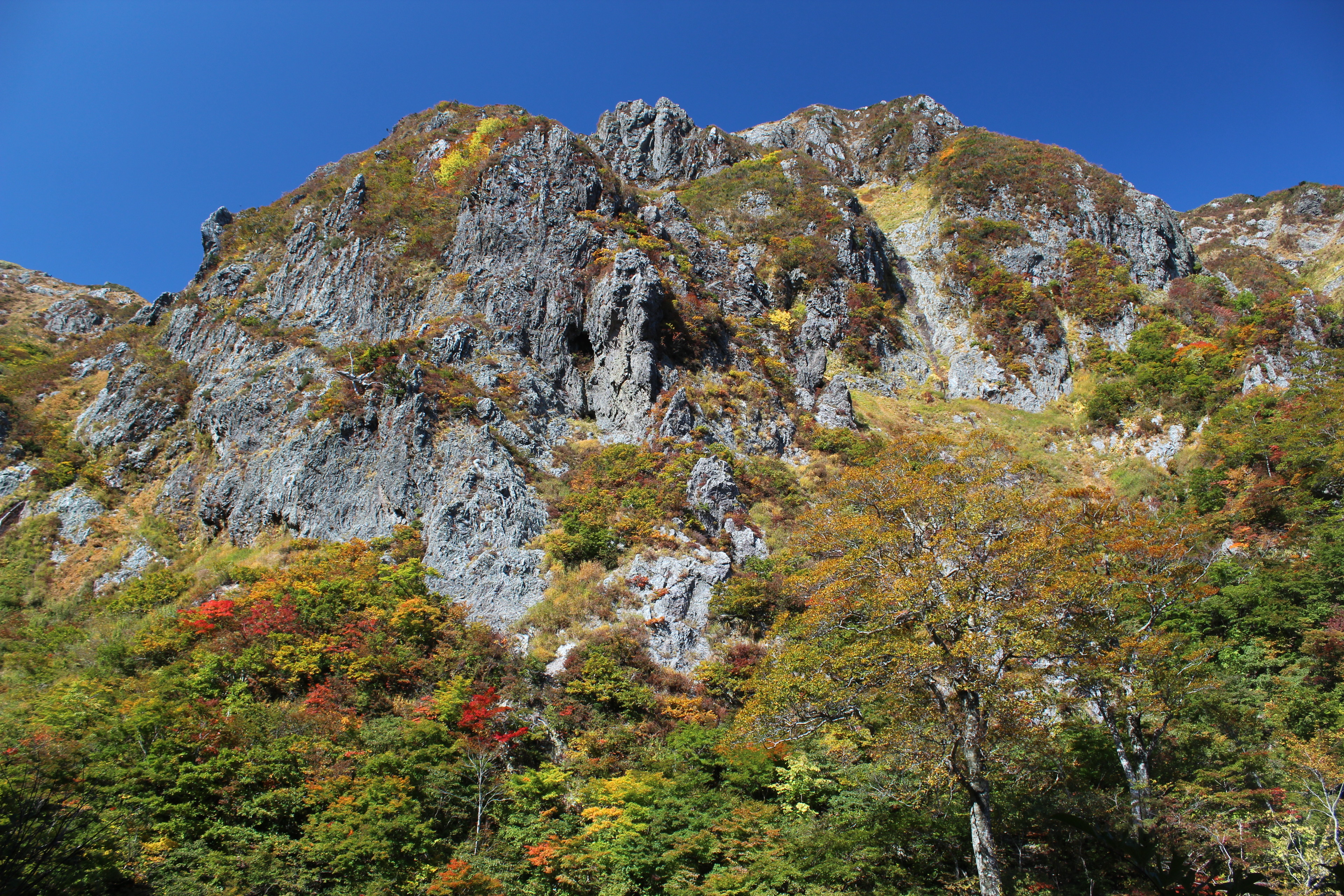
南面の夜叉壁

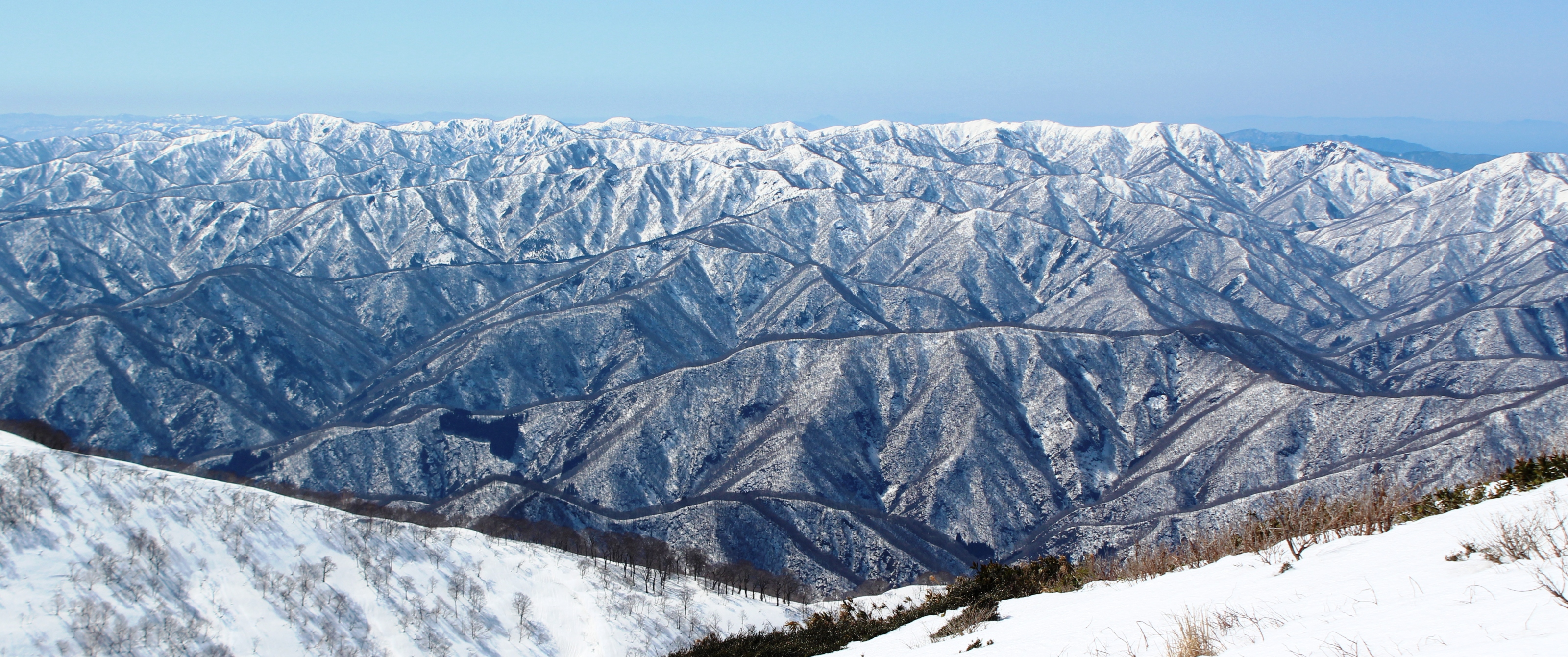
能郷白山から望む三周ヶ岳周辺の残雪期の越美山地の山並み

揖斐川の支流の西谷の源流となる山であり、太平洋側の伊勢湾へと流れる。西谷の最上流部の金ヶ丸谷は山腹の北側から西側に回り込む。山頂の南西1.5 kmに、夜叉ヶ池がある。南面は夜叉壁とよばれる堆積岩の岩壁がある。

### 周辺の主な山
山頂の北北東2.8 kmには美濃俣山（標高1,253.8 m）があり、東3.5 kmには烏帽子山（標高1,242.18 m）があり、西南西5.1 kmには上谷山があり（標高1,196.7 m）、南東2 kmには黒壁（標高1,316.33 m）がある。
| 山容                                                              | 山名       | 標高 (m) | 三角点等級 基準点名 | 三周ヶ岳からの 方角と距離(km) | 備考                         |
| ----------------------------------------------------------------- | ---------- | -------- | ------------------- | ----------------------------- | ---------------------------- |
| 南方の前山付近から望む能郷白山（2010年4月4日）                    | 能郷白山   | 1,617.33 | 一等 「能郷白山」   | 北東 21.2                     | 日本二百名山                 |
| 冠山林道から望む冠山（2008年11月13日）                            | 冠山       | 1,256.60 | 三等 「冠山」       | 北東 14.5                     | 日本三百名山                 |
| 能郷白山から望む三周ヶ岳（2013年3月12日）                         | 三周ヶ岳   | 1,292.02 | 一等 「三周岳」     | 0                             |                              |
| 三周ヶ岳方面から望む夜叉ヶ池と夜叉ヶ池山（2015年10月24日）        | 夜叉ヶ池山 | 1,212    |                     | 南西 1.7                      | 別名が夜叉ヶ丸               |
| 夜叉ヶ池方面から望む三国岳（岐阜・福井・滋賀県境、2008年11月6日） | 三国岳     | 1,209    |                     | 南南西 3.3                    | 福井県・岐阜県・滋賀県の県境 |
| 三周ヶ岳から望む上谷山（2008年11月6日）                           | 上谷山     | 1,196.70 | 二等 「上谷1」      | 西南西 5.1                    |                              |

### 交通・アクセス
岐阜県側からは、国道303号の揖斐川町坂内川上から夜叉ヶ池登山口駐車場まで揖斐川町の町道（池ノ又林道）が通じる。神又谷から夜叉ヶ池登山口の区間は積雪期と残雪期の閉鎖される。
- JR西日本今庄駅の南東13.5 kmに位置する[11]。
- 養老鉄道養老線揖斐駅の北西34.2 kmに位置する。
- 北陸自動車道今庄インターチェンジの南東16.3 kmに位置する。

## 三周ヶ岳周辺の風景

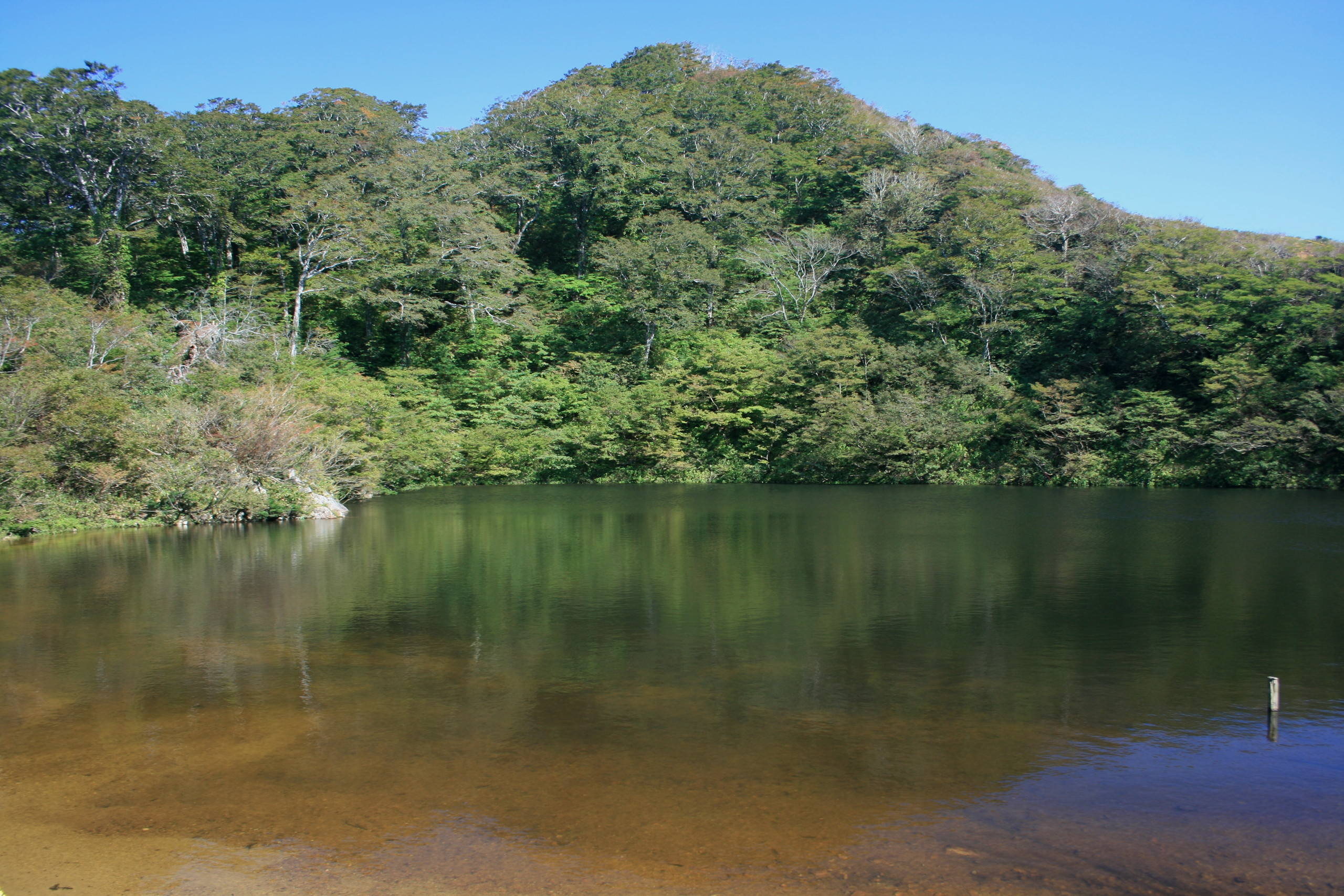
付近にある夜叉ヶ池
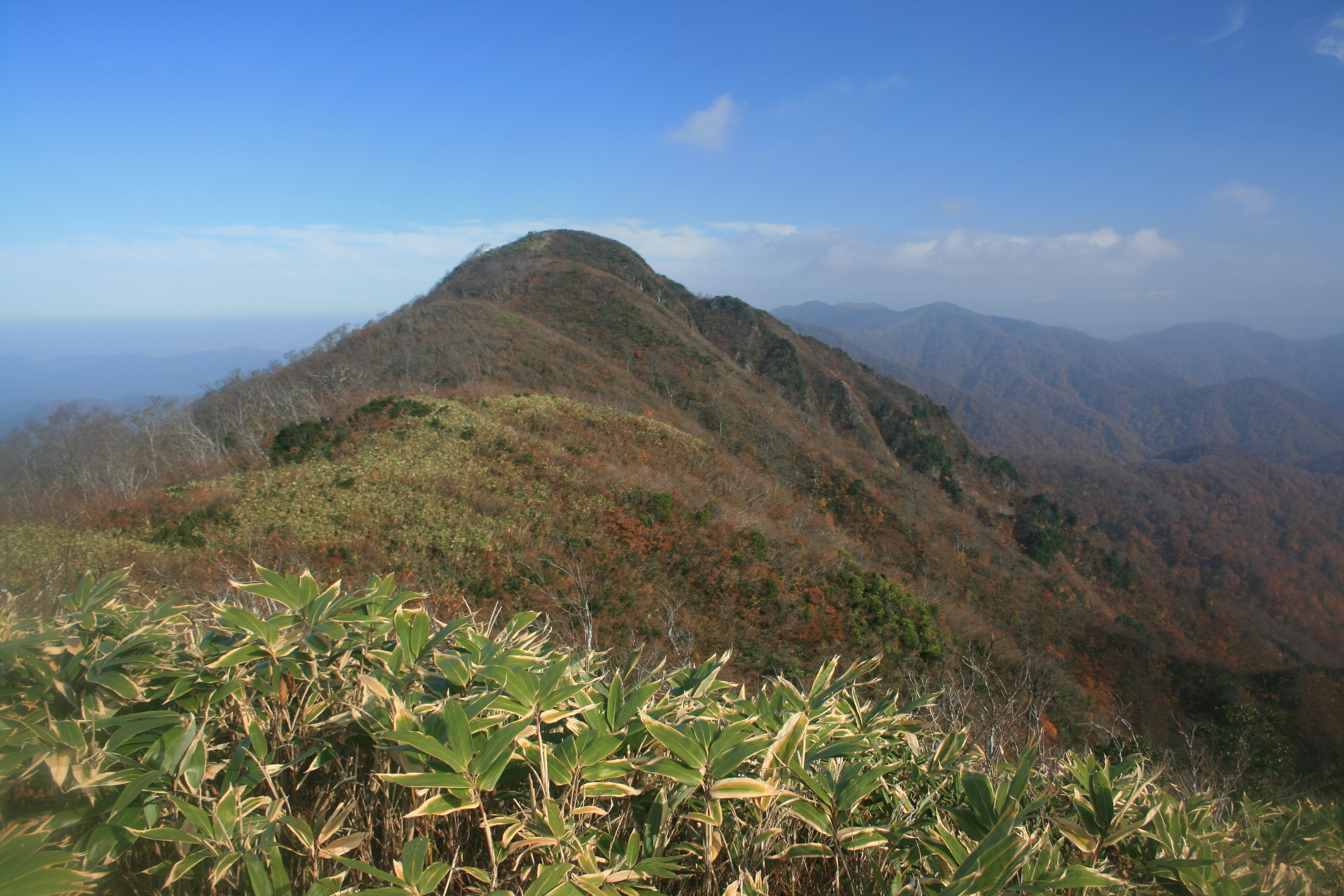
南側の登山道の稜線から望む三周ヶ岳の山頂部
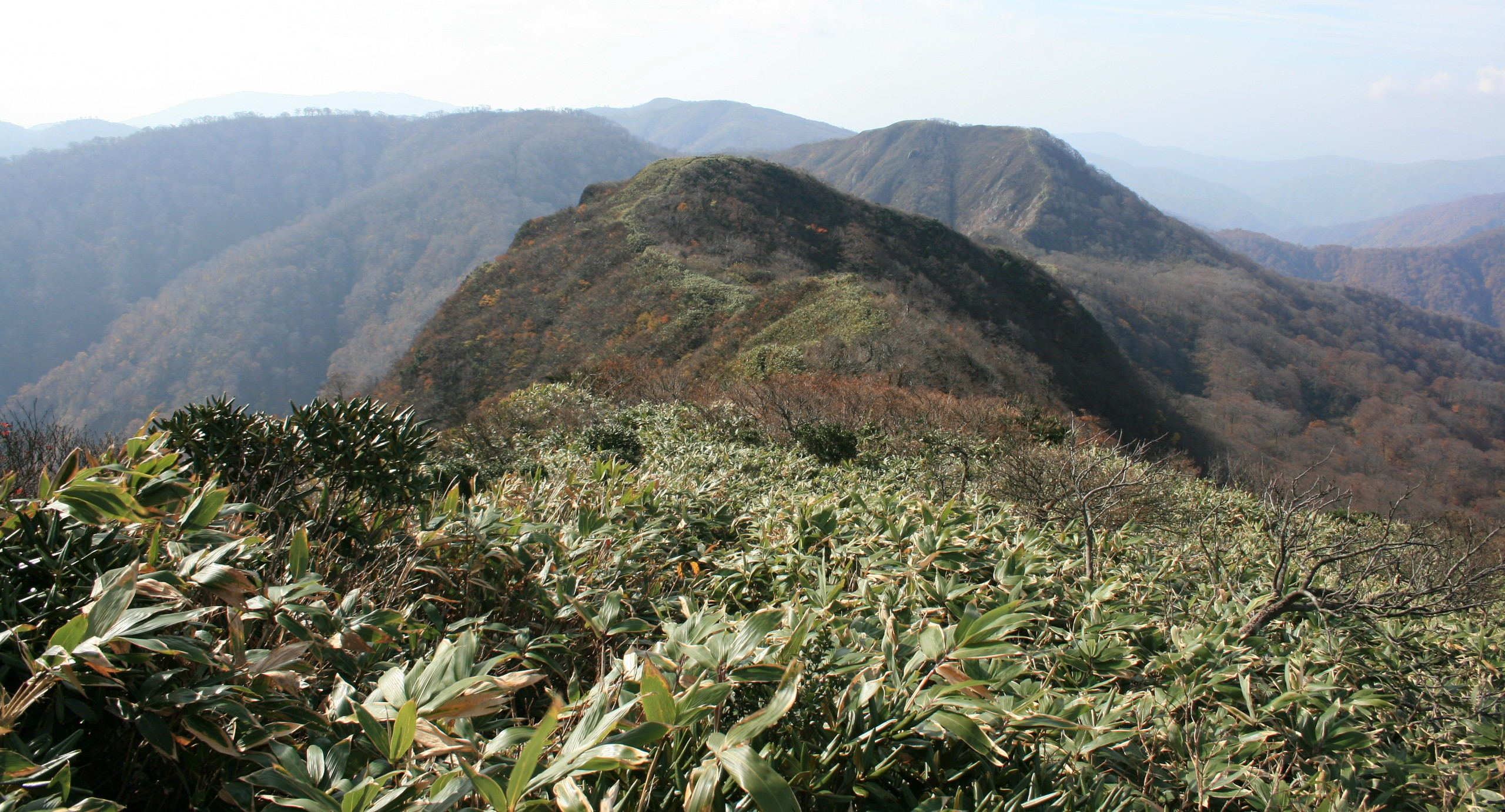
三周ヶ岳から望む夜叉ヶ池山方面の展望
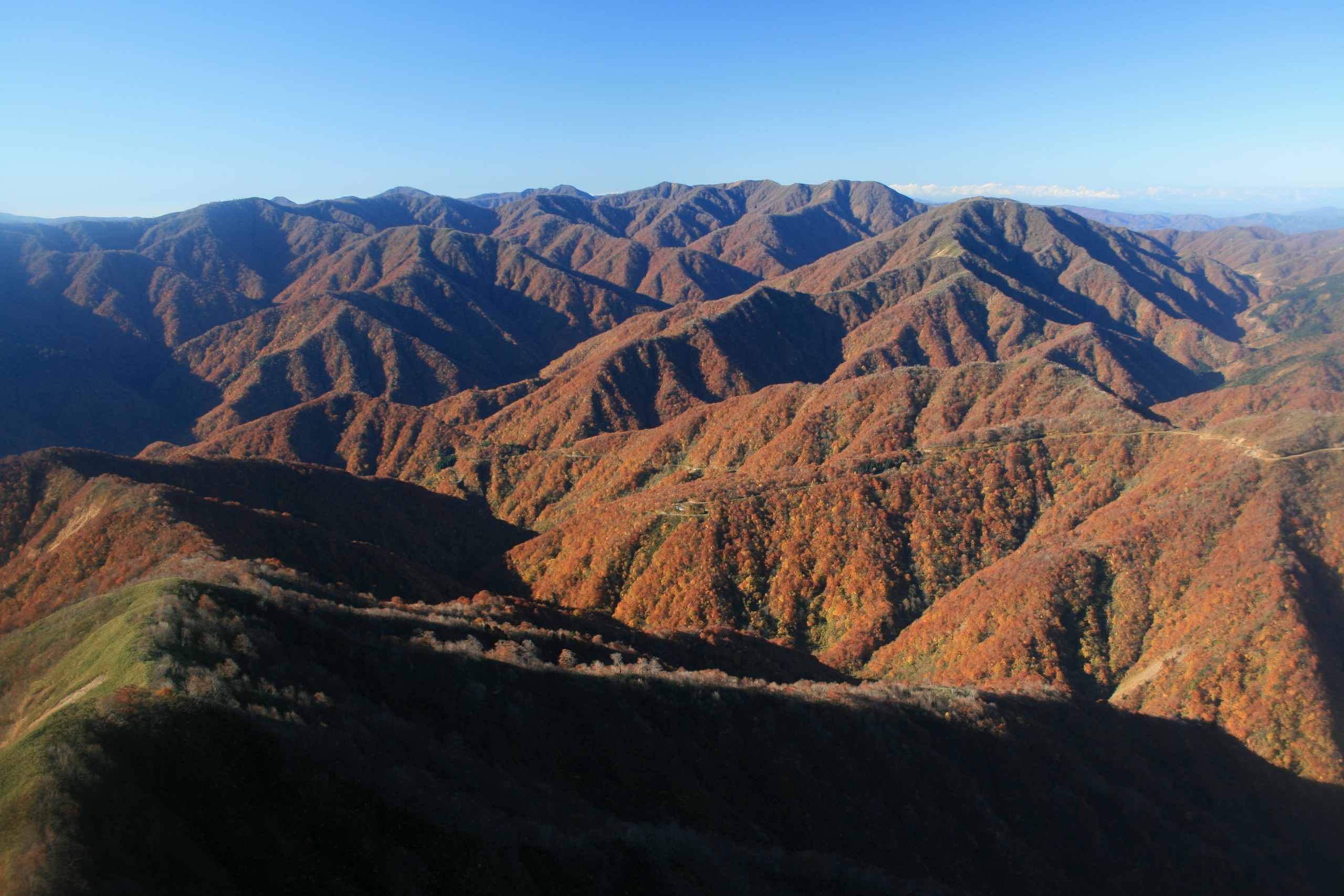
冠山から望む周辺の越美山地、中央部最奥に三周ヶ岳の山頂部が見える